# Asplenium flaccidum
Asplenium flaccidum är en svartbräkenväxtart som beskrevs av Forst. Asplenium flaccidum ingår i släktet Asplenium och familjen Aspleniaceae. Inga underarter finns listade.

## Bildgalleri

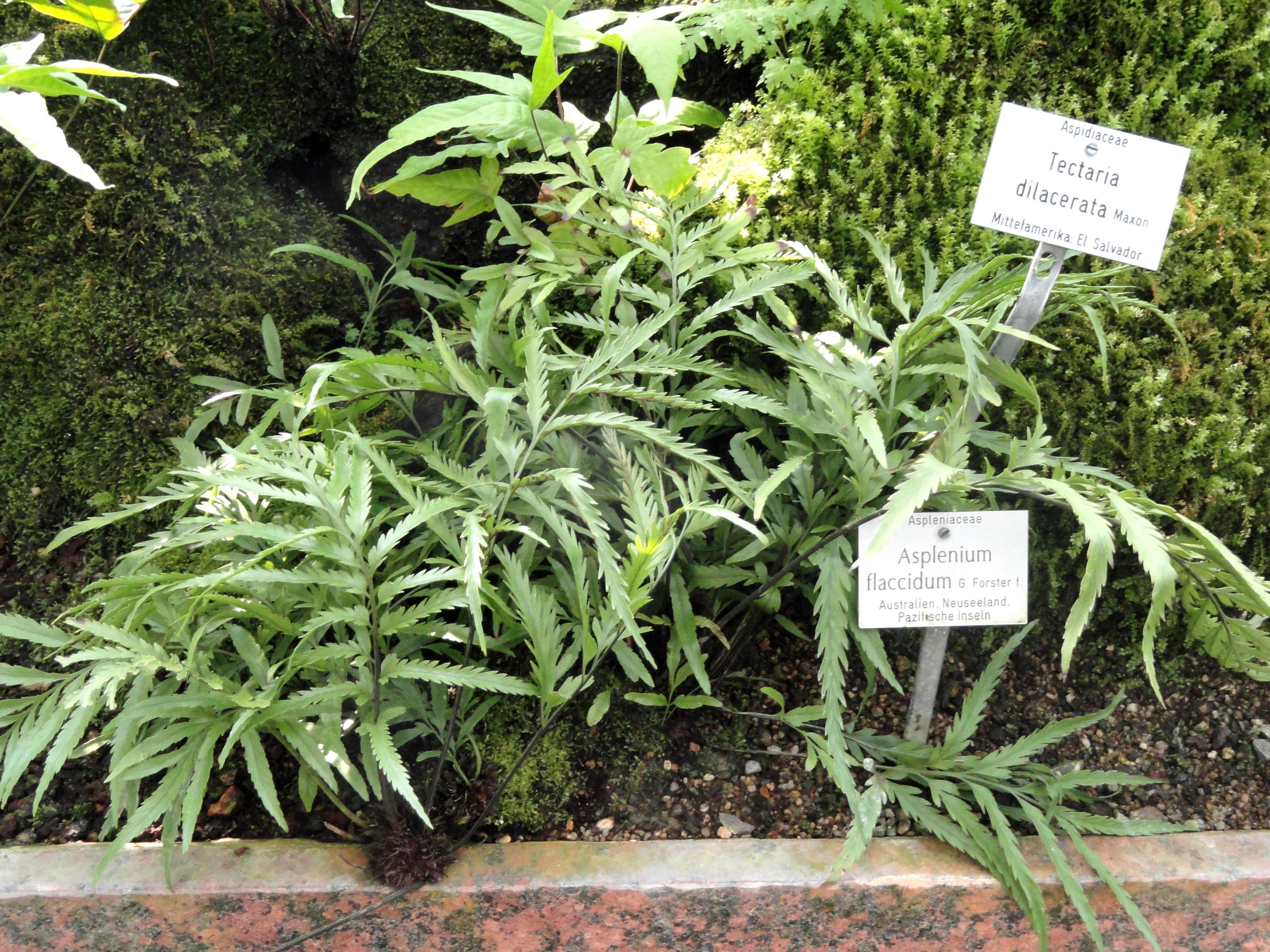
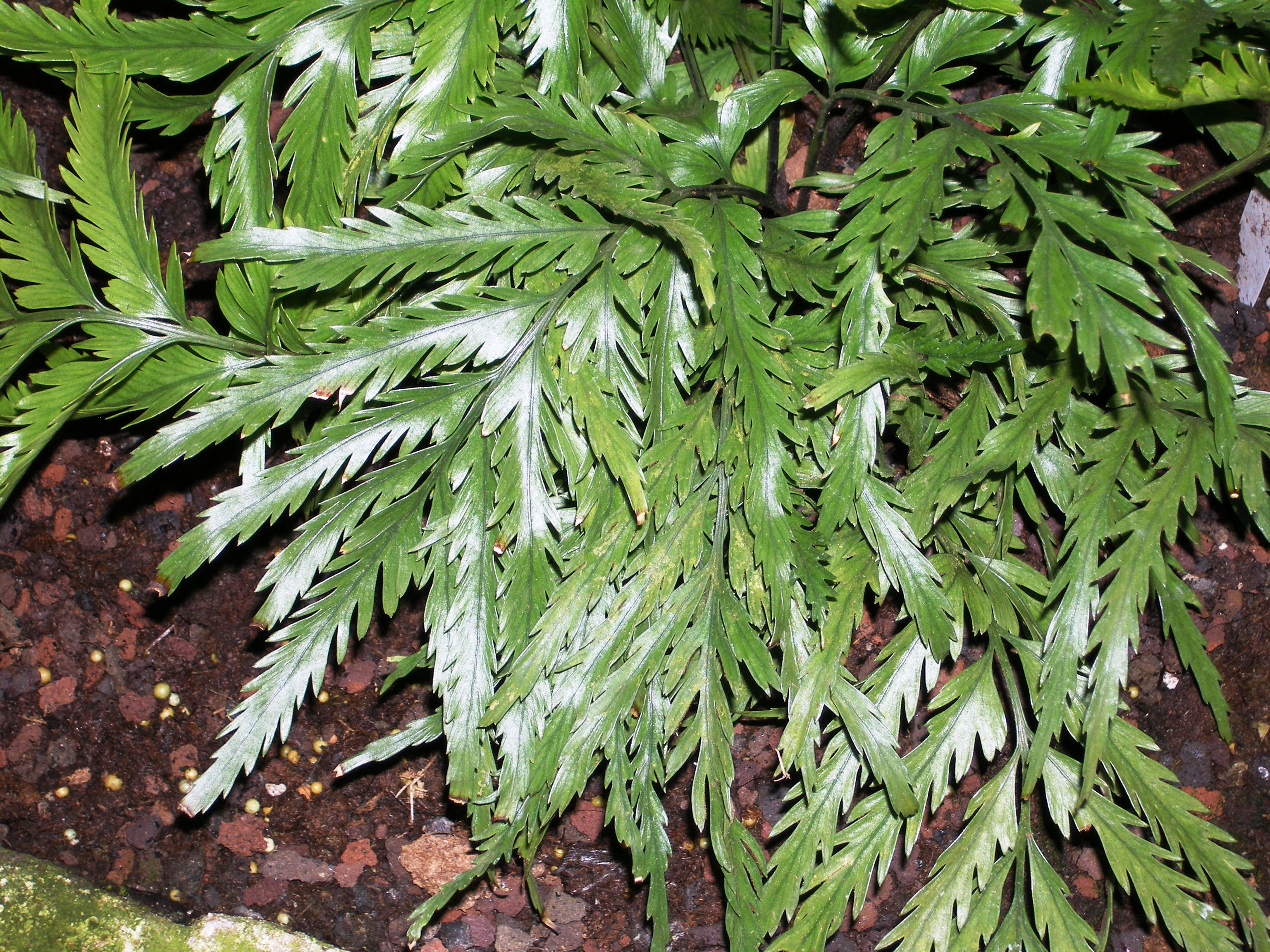